# 쿠네오사우루스

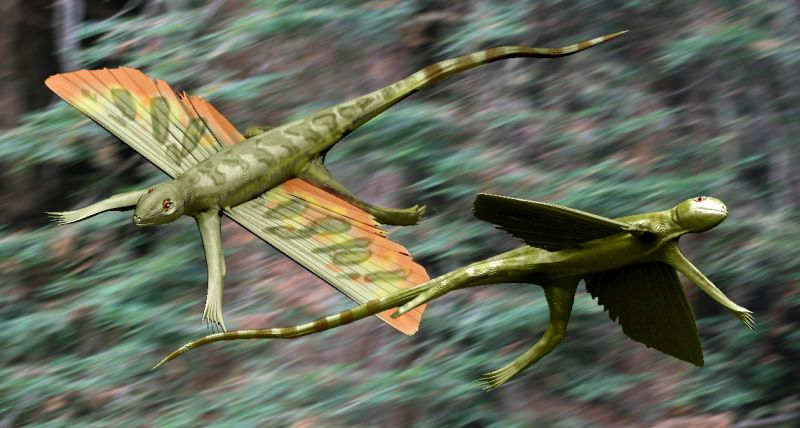

쿠네오사우루스(학명:Kuehneosaurus latus)는 도마뱀아목에 쿠네오사우루스과에 속하는 도마뱀이다. 지금은 멸종된 종으로서  전체적인 몸길이가 60~70cm인 중소형 도마뱀에 속한다.

## 특징
쿠네오사우루스(Kueneosaurus)는 영국 남서부의 페나스 그룹의 후기 트라이아스기(Norian stage)와 룩셈부르크의 슈타인머겔 그룹에서 알려진 후기 트라이아스기 퀘네오사우루스 파충류의 멸종된 하나의 속이다. 1962년에 고생물학자 발터 쿤을 기리기 위하여 P. L. 로빈슨에 의해 이름이 붙여졌으며 종류와 유일한 종은 퀘네오사우루스 라투스다. 길이 72cm(2.3피트)로 몸통에서 14.3cm나 튀어나온 갈비뼈에서 나무에서 뛰어내릴 때 속도를 늦출 수 있는 막으로 연결된 '날개'가 생겼다. 더 큰 종의 집단인 레피도사우로모르파 내 글라이딩 파충류인 퀘네오사우루스과(Kueneosaurophorpa)의 일원으로 현대 도마뱀과 투아타라도 포함하고 있다. 더 긴 "날개가 있는" 친척인 Kueneosuchus(동일한 속종의 종일 수도 있고 다른 성 형태일 수도 있음)와는 달리, 공기역학 연구는 Kueneosaurus가 아마도 글라이더가 아니라 오히려 긴 갈비를 나무에서 낙하산으로 사용했다는 것을 보여주었다. 2008년에 Stein 등의 연구에 따르면 45도 각도로 하강하는 낙하산 낙하 속도는 초당 10~12m가 될 것이라고 한다. 피치는 현대의 글라이딩 도마뱀 드라코에서와 같이 Hyoid 기구에 있는 래펫(와틀과 같은 피부 플랩)에 의해 제어되었다. 양턱에는 삼각형의 모양을 가진 이빨들이 있으며 이를 통해 먹이를 사냥했을 것으로 보인다. 먹이로는 당대에 서식했던 작은 동물, 곤충들과 식물의 잎과 열매를 모두 골고루 먹었던 잡식성의 도마뱀으로 추정된다.

## 생존시기와 서식지와 화석의 발견
쿠네오사우루스가 생존했던 시기는 중생대의 트라이아스기 후기로 지금으로부터 2억년전~1억 8000만년전에 생존했었던 종이다. 생존했던 시기에는 유럽을 중심으로 하는 산맥의 열대우림에서 주로 서식했던 종이다. 화석의 발견은 1962년에 유럽의 고생물학자인 발터 쿤이 최초로 발견하였으며 이후 로빈슨이 이름을 정해 새롭게 명명된 종이다.

## 같이 보기
- 파충류
- 중생대
- 트라이아스기
- 도마뱀
- 화석